# Обсерваторія Стюарда
Обсерваторія Стюарда — це науково-дослідний центр, який входить до складу кафедри астрономії Університету Аризони. Обсерваторія розташована в місті Тусон, штат Аризона, США, і є одним із провідних астрономічних закладів у світі. Була заснована у 1916 році, а її перший телескоп і головна будівля офіційно відкрилися 23 квітня 1923 року. Сьогодні вона керує телескопами на п'яти гірських вершинах Аризони, а також бере участь у міжнародних проєктах, маючи партнерські об'єкти в Нью-Мексико, на Гаваях і в Чилі. Однією з ключових особливостей обсерваторії є її внесок у створення астрономічних інструментів. Вона розробляла обладнання для трьох космічних телескопів і багатьох наземних обсерваторій. Крім того, обсерваторія володіє унікальною лабораторією, здатною виготовляти та полірувати великі головні дзеркала для сучасних телескопів, які використовуються для передових наукових досліджень у XXI столітті.

## Історія
Обсерваторія Стюарда з'явилася завдяки наполегливим зусиллям американського астронома та дендрохронолога Ендрю Елікотта Дугласа. У 1906 році Дуглас почав працювати в Університеті Аризони на посаді доцента кафедри фізики та географії. Майже одразу після приїзду в Тусон він розпочав астрономічні спостереження, використовуючи 8-дюймовий рефрактор, який тимчасово надала Гарвардська обсерваторія. Водночас він шукав фінансування для будівництва повноцінної астрономічної обсерваторії. Протягом наступних десяти років Дуглас неодноразово звертався до керівництва університету та законодавчих органів Аризони (спочатку територіальних, а після отримання штатом незалежності у 1912 році — державних) з проханням виділити кошти на створення обсерваторії. Однак усі його спроби спочатку не мали успіху. Попри труднощі, Дуглас відігравав важливу роль у розвитку університету. Він був завідувачем кафедри фізики та астрономії, тимчасово виконував обов'язки президента університету, а згодом став деканом Коледжу гуманітарних і природничих наук. Його зусилля згодом дали результат: обсерваторія була офіційно заснована у 1916 році.
18 жовтня 1916 року президент Університету Аризони Руфус оголосив важливу новину: анонімний благодійник пожертвував 60 000 доларів «для придбання телескопа величезних розмірів». Згодом з'ясувалося, що ці кошти надала місіс Лавінія Стюард — заможна вдова з міста Оракл, штат Аризона. Вона цікавилася астрономією та хотіла вшанувати пам'ять свого чоловіка, Генрі Стюарда, допомігши розвитку науки. Завдяки цьому фінансуванню астроном Ендрю Еллікот Дуглас почав працювати над створенням потужного 36-дюймового (91 см) телескопа-рефлектора. Це телескоп, у якому світло від зорі збирається великим дзеркалом, а не лінзами, як у звичайних підзорних трубах. Будівництво телескопа доручили компанії Warner & Swasey з Клівленда, штат Огайо. Проте розпочалася Перша світова війна, і підприємство зосередилося на виконанні військових замовлень, через що проєкт відклали. Ще однією складністю було виготовлення головного дзеркала телескопа. На той час великі астрономічні дзеркала вміли робити переважно в Європі, але через війну співпраця з європейськими майстернями стала неможливою. Дугласу довелося шукати американську компанію, яка б змогла вперше створити дзеркало таких розмірів. Після кількох невдалих спроб це завдання виконала компанія Spencer Lens Co. з Баффало, штат Нью-Йорк. Вона успішно виготовила 36-дюймове дзеркало, що стало ключовим елементом нового телескопа.

Телескоп було остаточно встановлено в будівлі обсерваторії в липні 1922 року, а сама Обсерваторія Стюарда офіційно відкрилася 23 квітня 1923 року. На церемонії відкриття Дуглас розповів про труднощі, з якими йому довелося зіткнутися під час створення обсерваторії, а потім надав таку важливу і натхненну аргументацію науковому починанню:
«Наприкінці хочу поділитися з вами більш загальним поглядом. Це обладнання буде використовуватися для наукових досліджень. Наукові дослідження — це здатність передбачати на великому масштабі. Це знання, яке отримується до того, як воно стане потрібним. Знання — це сила, але ми не можемо точно сказати, який конкретно факт із цієї області знань дасть нам цю силу. Тому ми розвиваємо ідею знання заради самого знання, переконані, що якийсь факт або відкриття виправдають всі зусилля. Я вірю, що саме це є сутністю освіти, де б така освіта не відбувалася. Студент вивчає багато фактів і отримує багато навичок. Він може лише частково уявляти, який факт чи навичка буде найбільш корисними, але частина його освіти залишиться в ньому, розвинеться й принесе плоди, що виправдають усі зусилля, які він і його наставники вклали в неї. Так само і з науково-дослідними установами. У цій обсерваторії я щиро сподіваюся і вірю, що межі людських знань будуть розширені в астрономії. Астрономія була першою наукою, яку почали розвивати наші пращури тисячі років тому, оскільки вона вимірювала час. Виконуючи цю важливу функцію, вона зіграла величезну роль в історії людства, а сьогодні вона відкриває нам факти, що завжди дивують, про масштаби нашого всесвіту. Можливо, завтра вона надасть нам практичну допомогу, допомагаючи прогнозувати кліматичні умови майбутнього.»